# Élections municipales partielles françaises de 1980
Des élections municipales partielles ont lieu en 1980 en France.

## Bilan

### Résultats en nombre de maires
| Partis       | Partis                    | Maires sortants | Maires élus | Évolution     |
| ------------ | ------------------------- | --------------- | ----------- | ------------- |
|              | Parti communiste français | 1               | 1           |               |
|              | Parti socialiste          | 1               | 1           | en stagnation |
| Total gauche | Total gauche              | 2               | 2           | en stagnation |

## Élections

### Cherbourg(Manche)
- Maire sortant : Louis Darinot (PS)
- Maire élu ou réélu : Jean-Pierre Godefroy (PS)

- Contexte : Démission du conseiller municipal Patrick Lanéelle (MRG) et remplacement du siège devenu vacant[1].

| Tête de liste | Tête de liste   | Liste       | Premier tour | Premier tour | Second tour | Second tour | Siège | Siège |
| Tête de liste | Tête de liste   | Liste       | Voix         | %            | Voix        | %           | CM    |       |
| ------------- | --------------- | ----------- | ------------ | ------------ | ----------- | ----------- | ----- | ----- |
|               | Jean Vaur       | UDF-PR      | 3 234        | 54,20        | 4 076       | 56,20       | 1     |       |
|               | Henri Ryst      | PS          | 2 314        | 38,78        | 3 177       | 43,80       |       |       |
|               | Pierre Guilbert | ECO         | 419          | 7,02         |             |             |       |       |
|               |                 |             |              |              |             |             |       |       |
| Inscrits      | Inscrits        | Inscrits    | 18 497       | 100,00       | 18 497      | 100,00      |       |       |
| Abstentions   | Abstentions     | Abstentions | 12 406       | 67,07        | 11 112      | 60,07       |       |       |
| Votants       | Votants         | Votants     | 6 091        | 32,93        | 7 385       | 39,92       |       |       |
| Nuls          | Nuls            | Nuls        | 124          | 0,67         | 132         | 0,71        |       |       |
| Exprimés      | Exprimés        | Exprimés    | 5 967        | 32,26        | 7 253       | 39,21       |       |       |

### Savigny-sur-Orge(Essonne)
- Maire sortant : Raymond Brosseau (PCF)
- Maire élu ou réélu : Michel Bockelandt (PCF)

- Contexte : Décès du maire et conseiller général Raymond Brosseau et remplacement du siège devenu vacant.